# 小錫武利亞山
48°32′42″N 24°7′47″E / 48.54500°N 24.12972°E

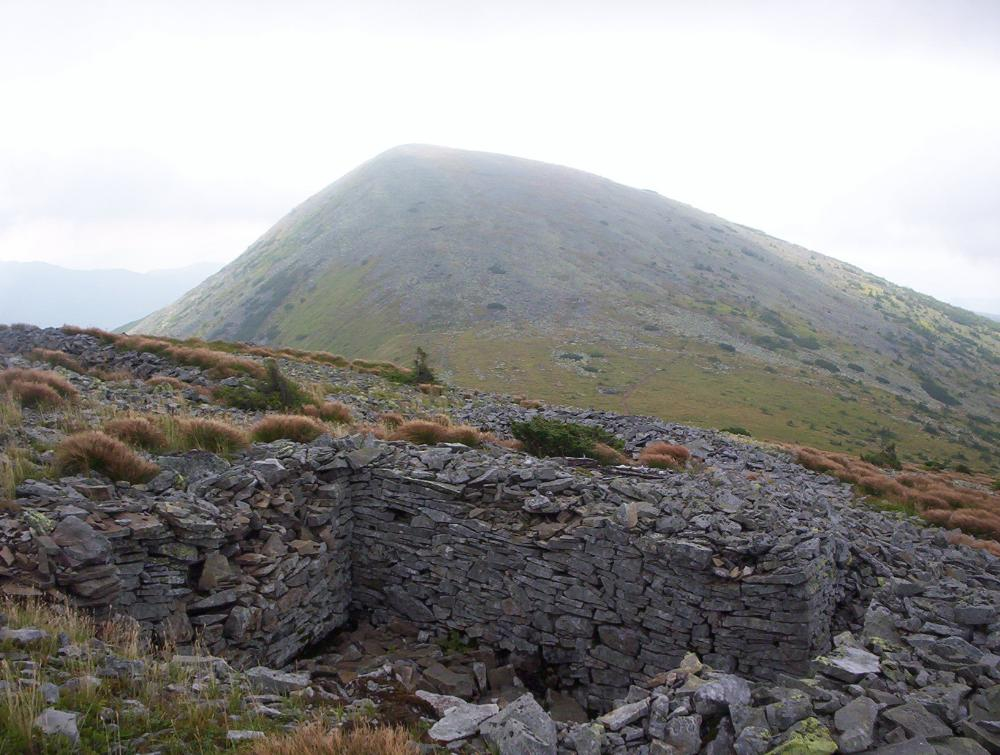

小錫武利亞山是烏克蘭的山峰，位於該國西部伊萬諾-弗蘭科夫斯克州，屬於烏克蘭喀爾巴阡山脈中戈爾加內山脈的一部分，海拔高度1,819米。